# Gunnestorps mosse

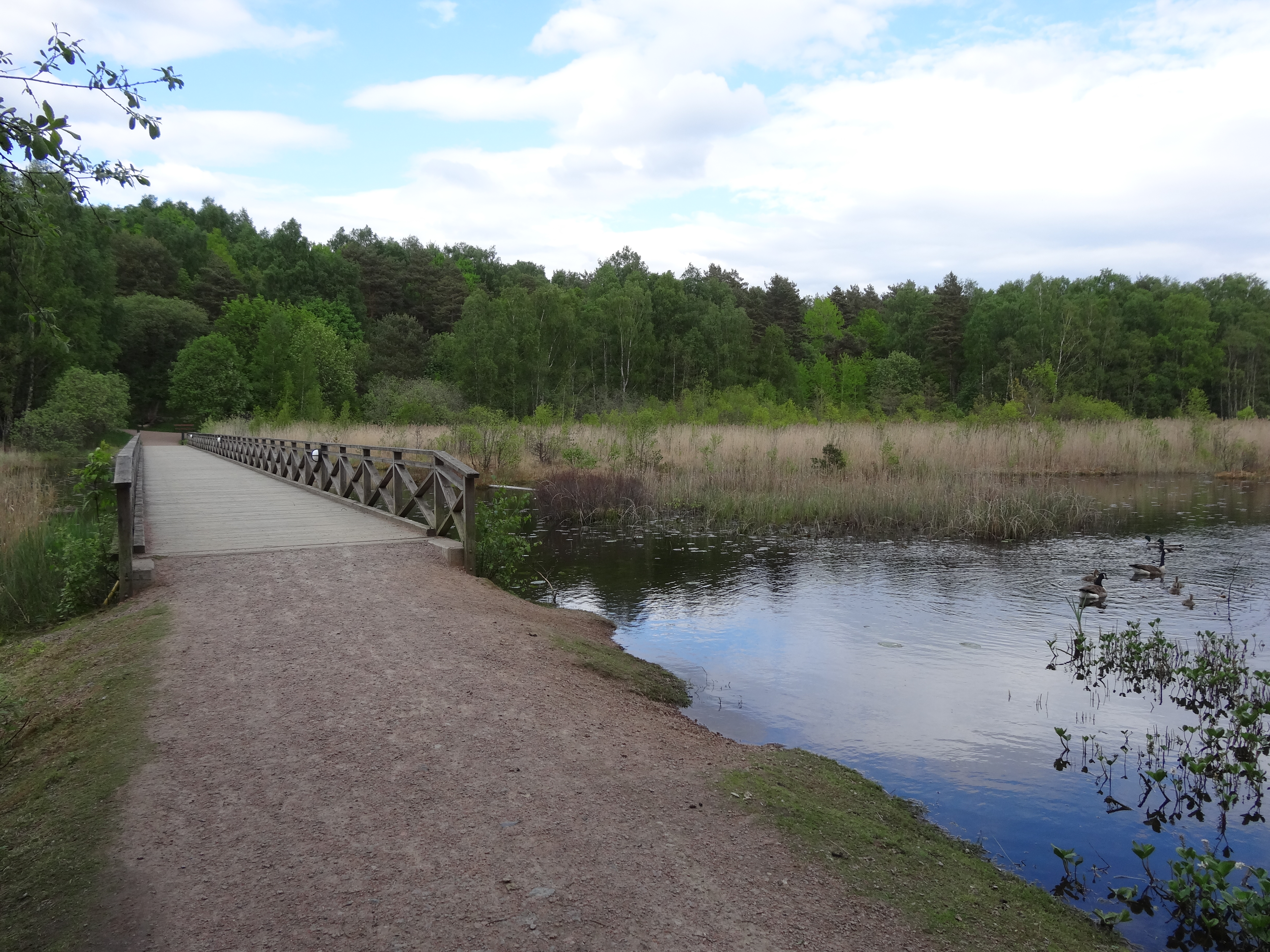
Gångbron över Gunnestorps mosse i Hisingsparken, 2013.

Gunnestorps mosse är en blandning av sjö, kärr och mosse, belägen i primärområdet Tuve på Hisingen i Göteborg. Gunnestorps mosse ingår i S.A. Hedlunds park och Hisingsparken. Här finns insjöväxter som vass, kaveldun och näckrosor tillsammans med moss- och kärrväxter som tranbär, sileshår, ängs- och tuvull.
Kring Gunnestorps mosse finns fuktängsområden, som tidigare tjänade som betesmarker. Norr om mossen finns ruinerna efter ett torp kvar, då kallat Mosstorpet. Ruinen är sedermera integrerad i utflyktslekplatsen Fruktträdgården. Öster om Gunnestorps mosse, ner till Tuvevägen, finns ett stråk av ängar och lövskog. Här finns rester av en skalgrusbank. Här har man hittat kalkgynnade växter, som brudbröd och ängshavre.

## Isrink
Vid Gunnestorps mosse fanns tidigare en gammal isrink, Torbjörnsrinken. Denna hade under flera år vanskötts, och inte kunnat användas. Sommaren 1977 började emellertid unga föräldrar i det närliggande Grinnekulleområdet att i samverkan med Göteborgs fritidsförvaltning rusta upp den gamla rinken. Samtidigt hade hockeyklubbarna IF Demonerna, HK Kometerna och Hisingens VIK börjat fundera över en ishall, som skulle placeras på Hisingen. Föräldragruppen från Grinnekullen och ishockeyfolket sammanfördes till ett möte i Ytterby ishall. Man beslöt så småningom att bilda Tuve isbaneförening, som framgångsrik såg till att uppföra Tuve ishall vid närbelägna Tuvevallen. Säsongen 1980/1981 skedde driftstarten av ishallen, som finns än idag. 

## Bilder

Gunnestorps mosse
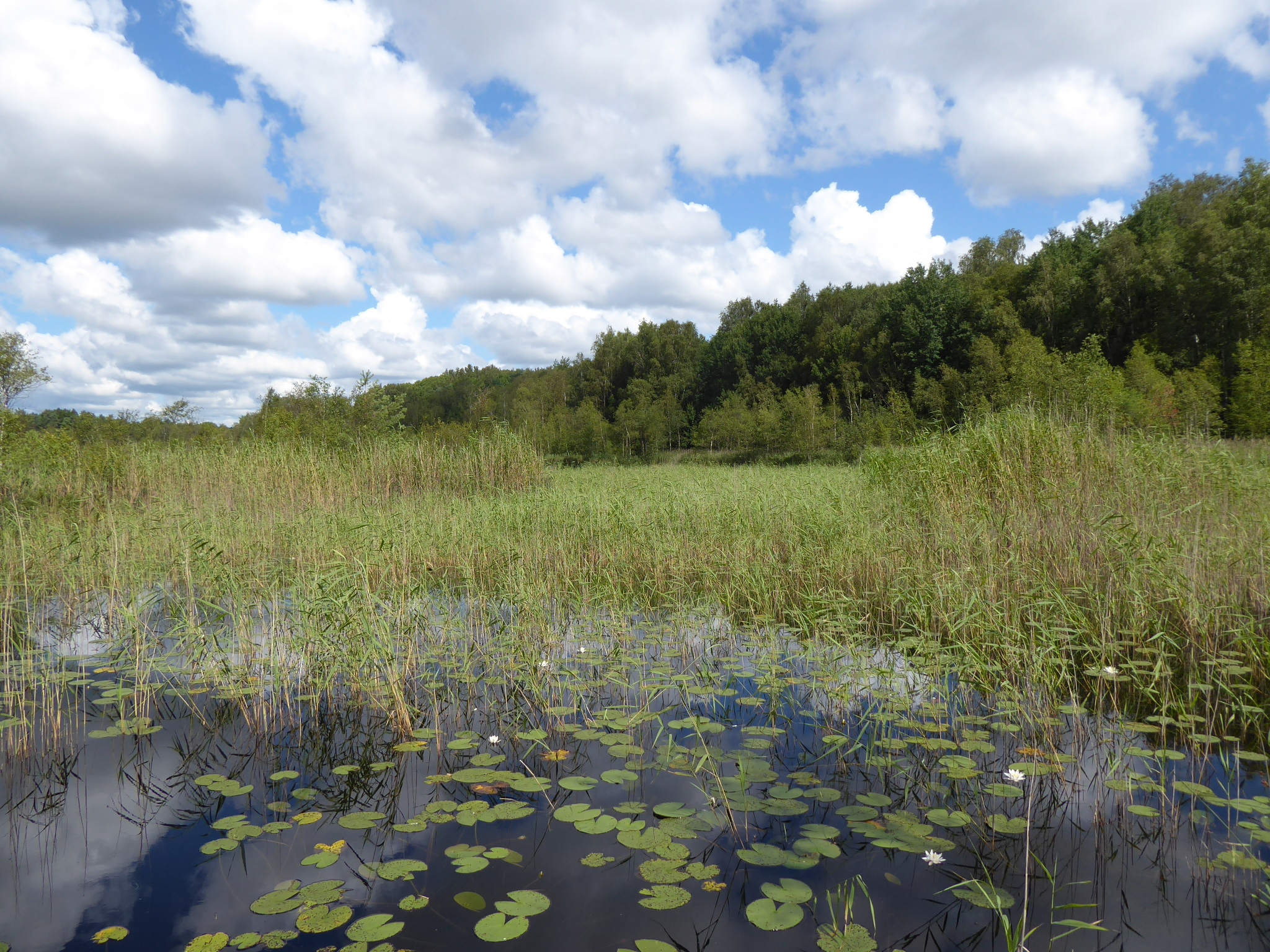
Mossens mer sjölika, södra del
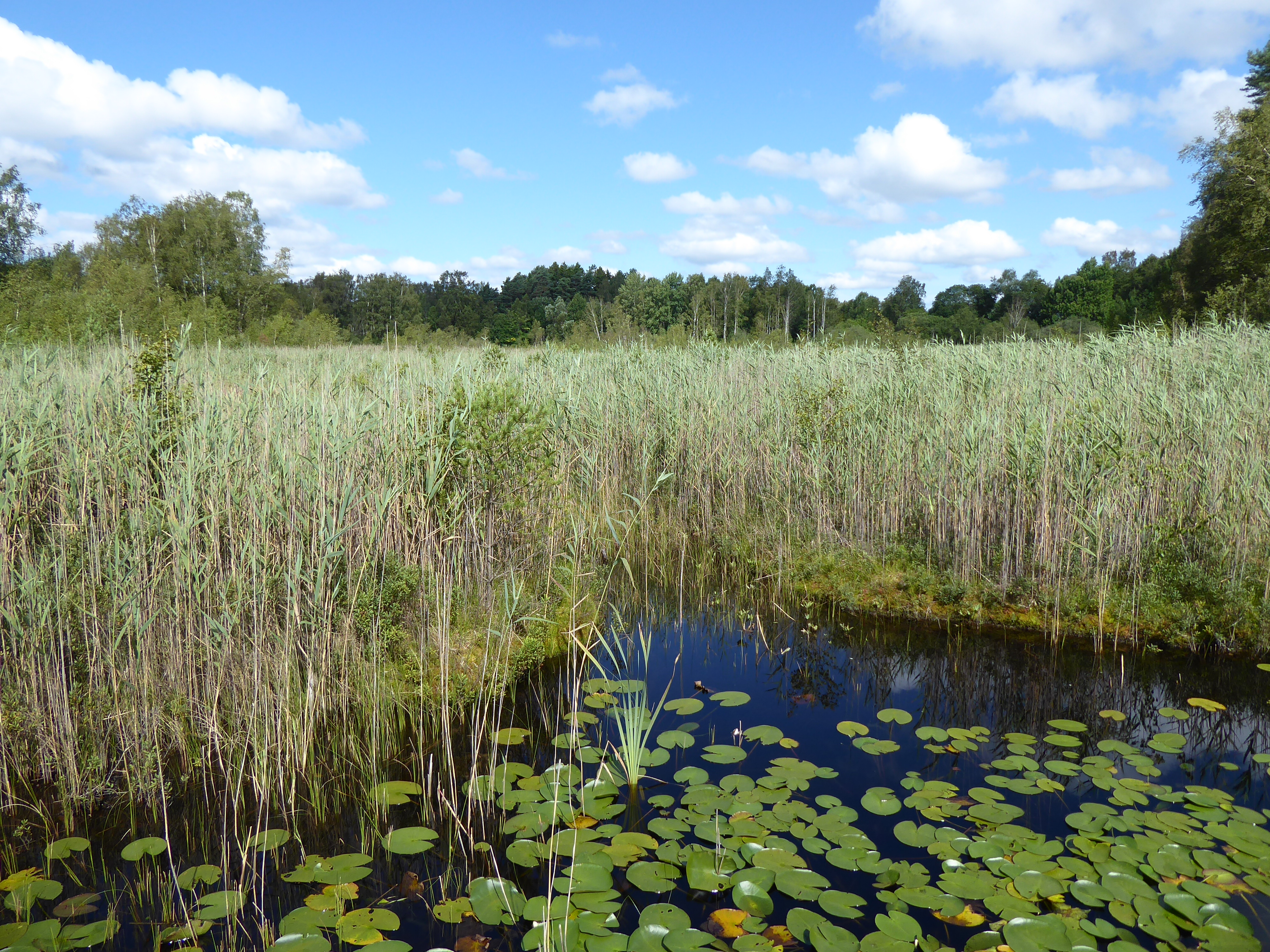
Mossens vassiga nordöstra del
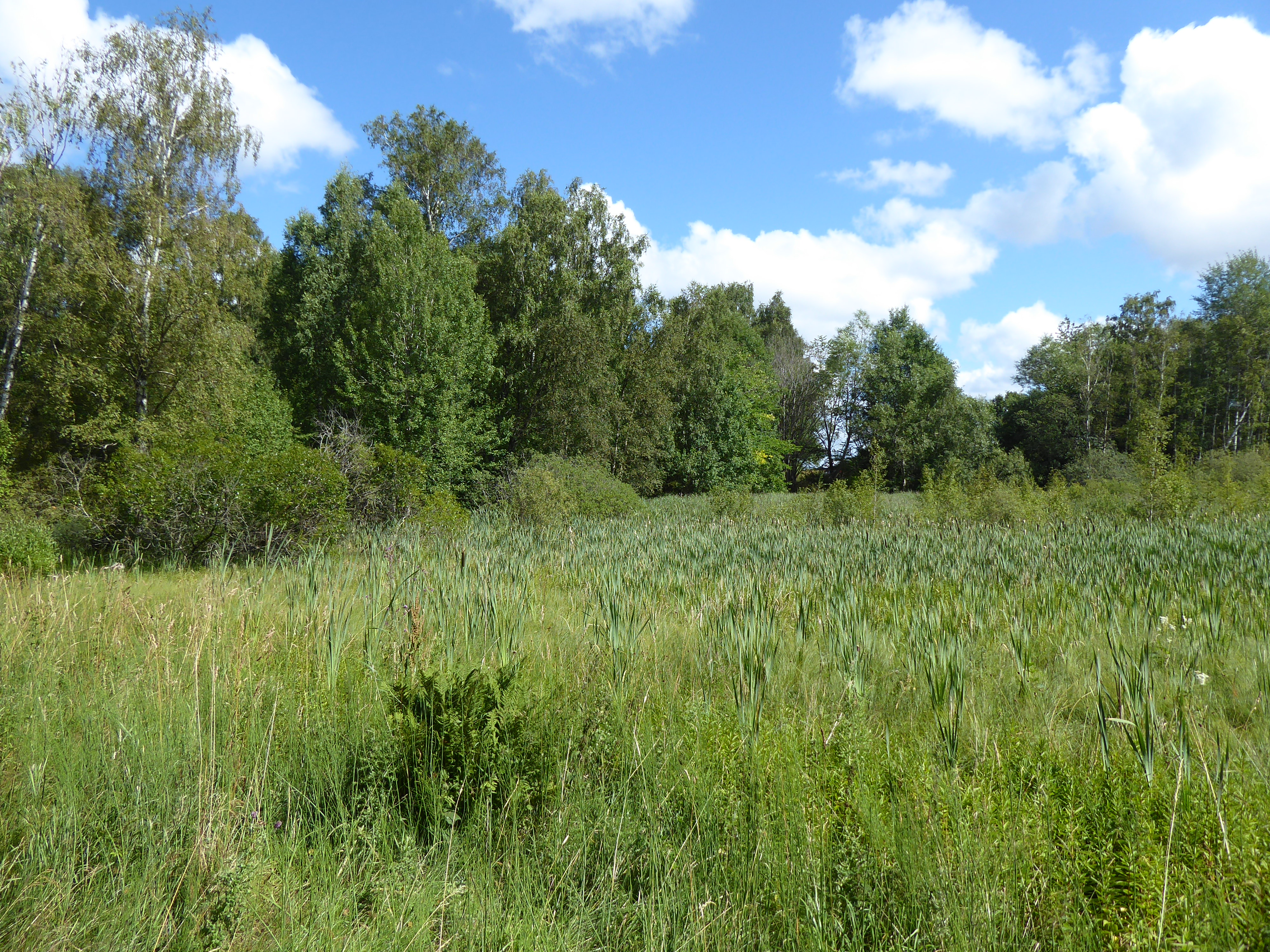
Mossens närmast ängslika nordvästra del